# Live at Luna Park
Albums de Dream Theater
Dream Theater
(2013) The Astonishing
(2016)
Vidéos par Dream Theater
Chaos in Motion 2007-2008
(2008)
Live at Luna Park est un album live du groupe américain de metal progressif Dream Theater sorti le 5 novembre 2013 en CD, DVD et Blu-ray par Eagle Rock Entertainment à la suite des concerts des 19 et 20 août 2012 donnés au Luna Park de Buenos Aires, en Argentine.

## Liste des chansons

### CD

#### Disque 1
| No  | Titre                  | Durée |
| --- | ---------------------- | ----- |
| 1.  | Bridges in the Sky     | 11:00 |
| 2.  | 6:00                   | 5:55  |
| 3.  | The Dark Eternal Night | 10:09 |
| 4.  | This Is the Life       | 7:02  |
| 5.  | The Root of All Evil   | 9:29  |
| 6.  | Lost Not Forgotten     | 9:58  |
| 7.  | Drum Solo              | 6:19  |
| 8.  | A Fortune in Lies      | 5:20  |
| 9.  | The Silent Man         | 4:15  |
| 10. | Beneath the Surface    | 5:29  |

#### Disque 2
| No  | Titre                                         | Durée |
| --- | --------------------------------------------- | ----- |
| 1.  | Outcry                                        | 11:30 |
| 2.  | Piano Solo                                    | 3:04  |
| 3.  | Surrounded                                    | 6:05  |
| 4.  | On the Backs of Angels                        | 8:32  |
| 5.  | War Inside My Head                            | 2:15  |
| 6.  | The Test That Stumped Them All                | 4:55  |
| 7.  | Guitar Solo                                   | 8:39  |
| 8.  | The Spirit Carries On                         | 7:54  |
| 9.  | Breaking All Illusions                        | 12:43 |
| 10. | Metropolis Pt. 1: The Miracle and the Sleeper | 12:46 |

#### Disque 3
| No | Titre                      | Durée |
| -- | -------------------------- | ----- |
| 1. | These Walls                | 7:28  |
| 2. | Build Me Up, Break Me Down | 7:03  |
| 3. | Caught in a Web            | 5:41  |
| 4. | Wait for Sleep             | 2:51  |
| 5. | Far from Heaven            | 4:07  |
| 6. | Pull Me Under              | 8:31  |

### DVD
Les chansons provenant principalement de l'album A Dramatic Turn of Events :
1. Bridges in the Sky
2. 6:00
3. The Dark Eternal Night
4. This Is the Life
5. The Root of All Evil
6. Lost Not Forgotten
7. Drum Solo
8. A Fortune in Lies
9. The Silent Man
10. Beneath the Surface
11. Outcry
12. Piano Solo
13. Surrounded
14. On the Backs of Angels
15. War Inside My Head
16. The Test That Stumped Them All
17. Guitar Solo
18. The Spirit Carries On
19. Breaking All Illusions
20. Metropolis Pt. 1

Les bonus :
- 6 chansons
  1. These Walls
  2. Build Me Up, Break Me Down
  3. Caught in a Web
  4. Wait for Sleep
  5. Far from Heaven
  6. Pull Me Under
- un documentaire
- le trailer
- les backstages
- une intro animée

## Personnel
- James LaBrie : chant
- John Petrucci : guitare, chœurs
- Jordan Rudess : clavier
- John Myung : basse
- Mike Mangini : batterie